# Pakistanische Cricket-Nationalmannschaft in Südafrika in der Saison 1997/98
Die Tour der pakistanischen Cricket-Nationalmannschaft nach Südafrika in der Saison 1997/98 fand vom 14. Februar bis zum 10. März 1998 statt. Die internationale Cricket-Tour war Bestandteil der Internationalen Cricket-Saison 1997/98 und umfasste drei Tests. Die Serie endete 1–1 unentschieden.

## Vorgeschichte
Südafrika bestritt zuvor ein Drei-Nationen-Turnier in Australien, Pakistan ein Drei-Nationen-Turnier in Bangladesch.
Das letzte Aufeinandertreffen der beiden Mannschaften bei einer Tour fand in derselben Saison in Pakistan statt.

## Stadien
Die folgenden Stadien wurden für die Tour als Austragungsort vorgesehen.
| Stadion                  | Stadt          | Kapazität | Spiele  |
| ------------------------ | -------------- | --------- | ------- |
| Sahara Stadium Kingsmead | Durban         | 25.000    | 2. Test |
| Wanderers Stadium        | Johannesburg   | 34.000    | 1. Test |
| Sahara Oval St George’s  | Port Elizabeth | 19.000    | 3. Test |

## Kaderlisten
Die folgenden Kader wurden von den Mannschaften benannt.
| Test | Test |
| Südafrika | Pakistan |
| --- | --- |
| - Hansie Cronje (K) - Gary Kirsten (VK) - HD Ackerman - Paul Adams - Adam Bacher - Mark Boucher (wk) - Daryll Cullinan - Fanie de Villiers - Allan Donald - Herschelle Gibbs - Andrew Hudson - Jacques Kallis - Lance Klusener - Shaun Pollock - Pat Symcox | - Rashid Latif (K) - Aamer Sohail (VK) - Azhar Mahmood - Fazl-e-Akbar - Ijaz Ahmed - Inzamam-ul-Haq - Mohammad Wasim - Moin Khan (wk) - Mushtaq Ahmed - Saeed Anwar - Saqlain Mushtaq - Shoaib Akhtar - Waqar Younis - Wasim Akram - Yousuf Youhana |

## Tests

### Erster Test in Johannesburg
| 14. – 18. Februar Scorecard | Johannesburg | Südafrika 364 (104.2) & 44-0 (10.3) | – | Pakistan 329 (94.1) |
|                             |              | Remis                               |   |                     |

Pakistan gewann den Münzwurf und entschied sich als Feldmannschaft zu beginnen. Als Spieler des Spiels wurden Pat Symcox und Azhar Mahmood ausgezeichnet.

### Zweiter Test in Durban
| 26. Februar – 2. März Scorecard | Durban | Pakistan 259 (73.2) & 226 (79.3) | – | Südafrika 231 (90) & 225 (88.2) |
|                                 |        | Pakistan gewinnt mit 29 Runs     |   |                                 |

Südafrika gewann den Münzwurf und entschied sich als Feldmannschaft zu beginnen. Als Spieler des Spiels wurden Mushtaq Ahmed ausgezeichnet.

### Dritter Test in Port Elizabeth
| 6. – 10. März Scorecard | Port Elizabeth | Südafrika 293 (99) & 206-7d (65.4) | – | Pakistan 106 (40.5) & 134 (60.5) |
|                         |                | Südafrika gewinnt mit 259 Runs     |   |                                  |

Pakistan gewann den Münzwurf und entschied sich als Feldmannschaft zu beginnen. Als Spieler des Spiels wurden Mark Boucher ausgezeichnet.